# Zeg dat niet
Zeg dat niet is een lied van de Nederlandse rappers Lil' Kleine en Ronnie Flex. Het werd in 2015 als single uitgebracht en stond in hetzelfde jaar als derde track op het album New wave van het hiphopcollectief New Wave.

## Achtergrond
Zeg dat niet is geschreven door Ronell Plasschaert, Memru Renjaan, Julien Willemsen en Jorik Scholten en geproduceerd door Jack $hirak. Het is een nummer uit het genre nederhop. In het lied rappen de artiesten over een relatiebreuk, waarbij de vrouw de man heeft verlaten en de liedverteller moeite heeft om haar te vergeten, terwijl hij dat wel wil. 
Op de B-kant van de single is een instrumentale versie van het lied te vinden. De single heeft in Nederland de dubbel platinastatus.
Het is niet de eerste keer dat de twee artiesten met elkaar samenwerken. Op hetzelfde album waren ook de samenwerkingen Hoog/laag, Investeren in de liefde, No go zone en Drank & drugs te vinden en later werd de samenwerking succesvol herhaald op onder andere Niet omdat het moet, 1, 2, 3, Mist & regen, Loterij, Miljonair, Standaard procedure en Uhuh.

## Hitnoteringen
De artiesten hadden succes met het lied in de hitlijsten van het Nederlands taalgebied. Het piekte op de 34e plaats van de Nederlandse Single Top 100 en stond 38 weken in deze hitlijst. Het kwam tot de 37e positie van de Nederlandse Top 40 en stond drie weken in deze lijst. Er was geen notering in de Vlaamse Ultratop 50. Wel kwam het tot de 94e plaats van de Ultratip 100.

## Remix
Op het album WOP! van Lil' Kleine uit 2016 is een remix door Jack $hirak van het lied te vinden. Ook deze versie was succesvol. Het bereikte de achttiende plaats in de Single Top 100 en stond twaalf weken in de lijst.